# Llac de Salagon
El llac de Salagon (de l'occità Lac de Salagon; en francès: Lac du Salagou) és un llac artificial que conforma l'embassament de Salagon. Es troba al centre del departament de l'Erau, sobre el riu Salagon, afluent del riu Lerga que desemboca al riu Erau. El llac té una profunditat d'aproximadament 50 metres.
El nivell de l'aigua és a 139 m d'altitud. La superfície del llac és d'aproximadament 700 hectàrees, mentre que el volum de l'embassament és igual a 102 milions de m3. El llac està envoltat per muntanyes: culminant a 300 m a l'est, fins a 407 m pel Carels a l'oest i 535 m pel Mont Liausson al sud. Aquest últim separa el llac del Salagou del circ de Morese.

## Història

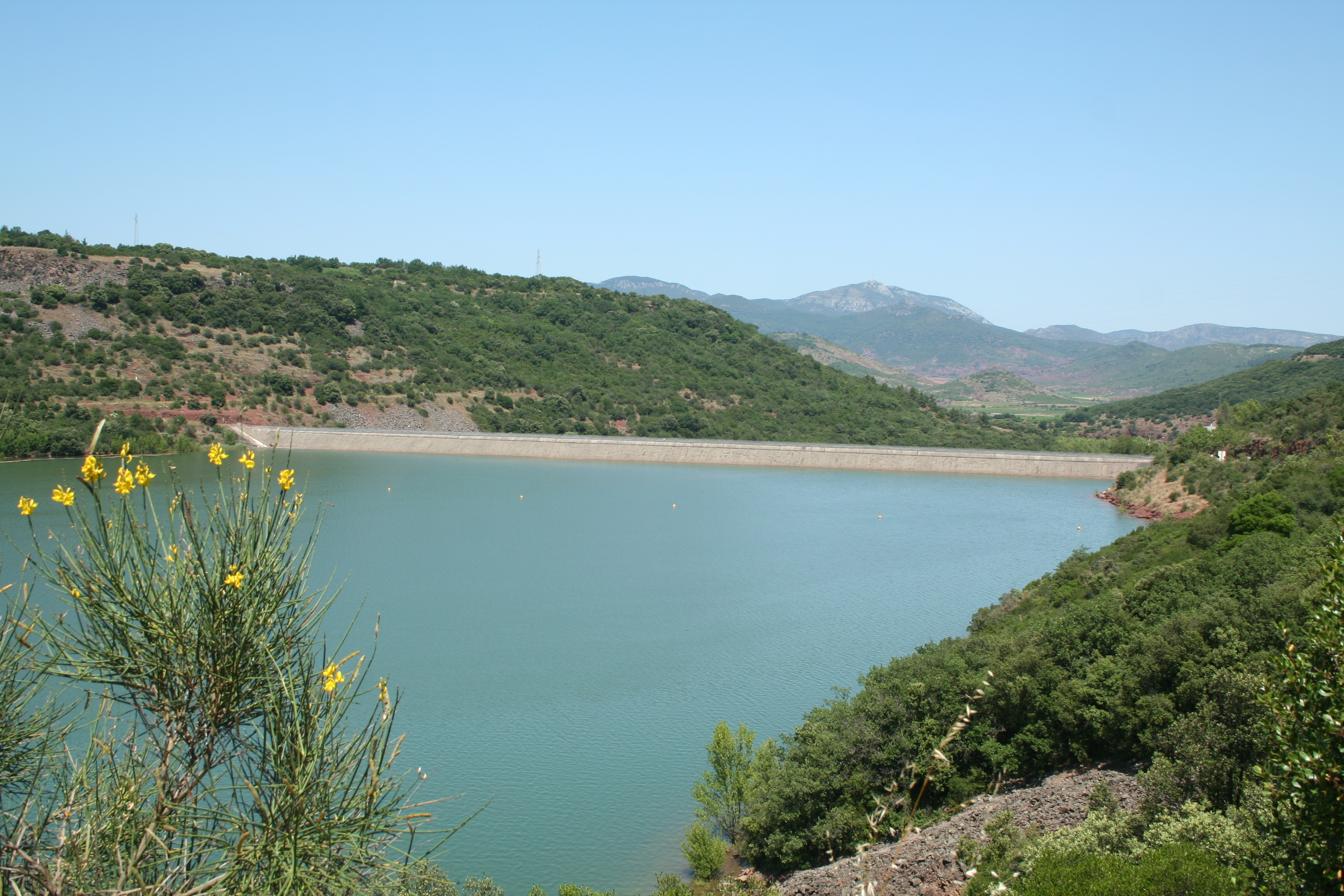
L'embassament del llac de Salagon.

El projecte d'embassament es va iniciar en els anys 1950, amb l'objectiu de crear una reserva d'aigua per diversificar els cultius i el desenvolupament de la producció fruitera i la viticulture. A més a més, l'embassament té l'objectiu de regularitzar les crescudes del riu Erau. Els treballs van començar en 1964 per perllongar-se fins al començament de 1969. El llac ha ofegat una part dels municipis de Clarmont d'Erau a l'est, Liausson al sud, Auton a l'oest, i Cèlas al nord.

## Geologia

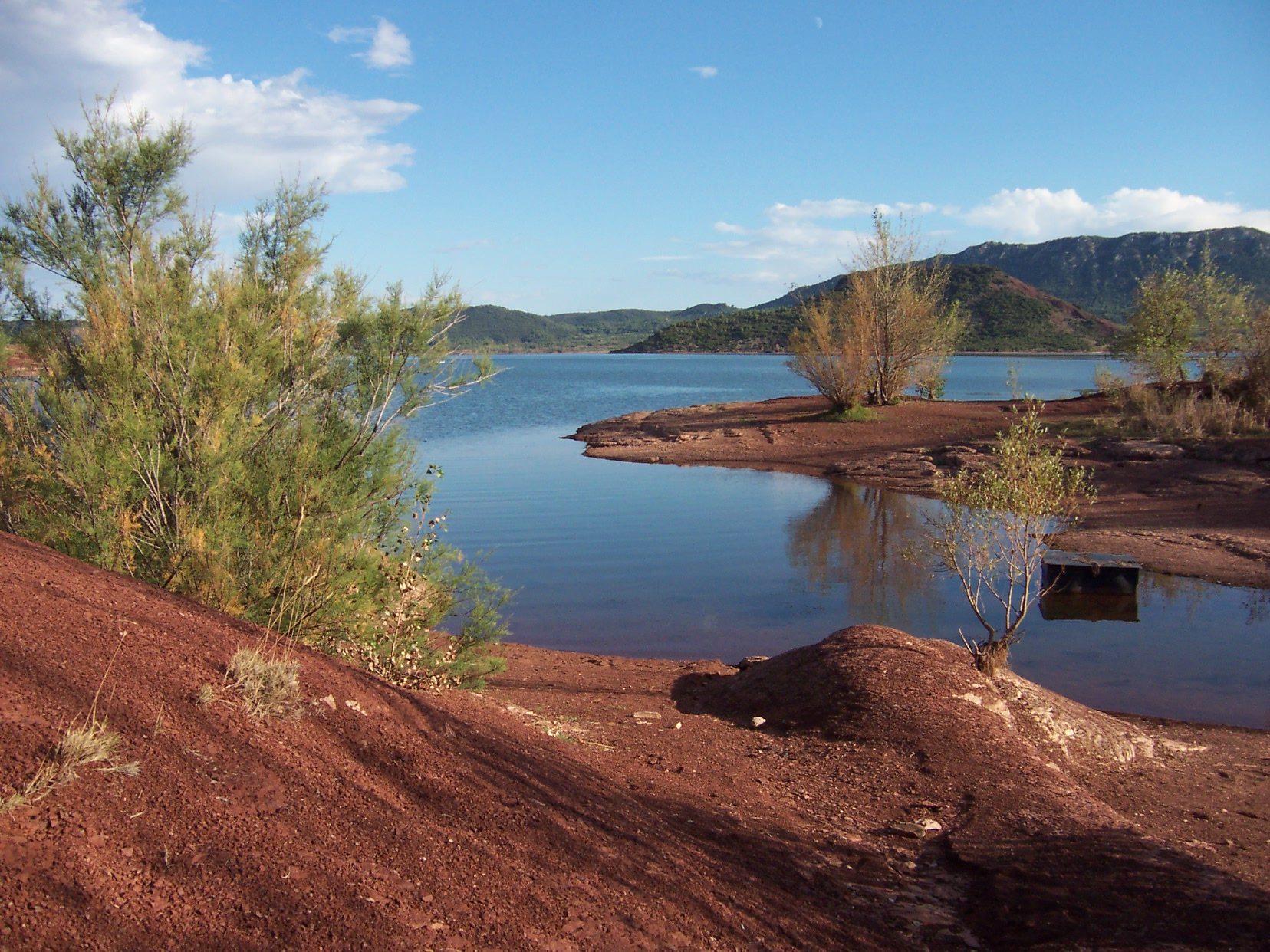
La rufa, roca vermella del Llac de Salagon.

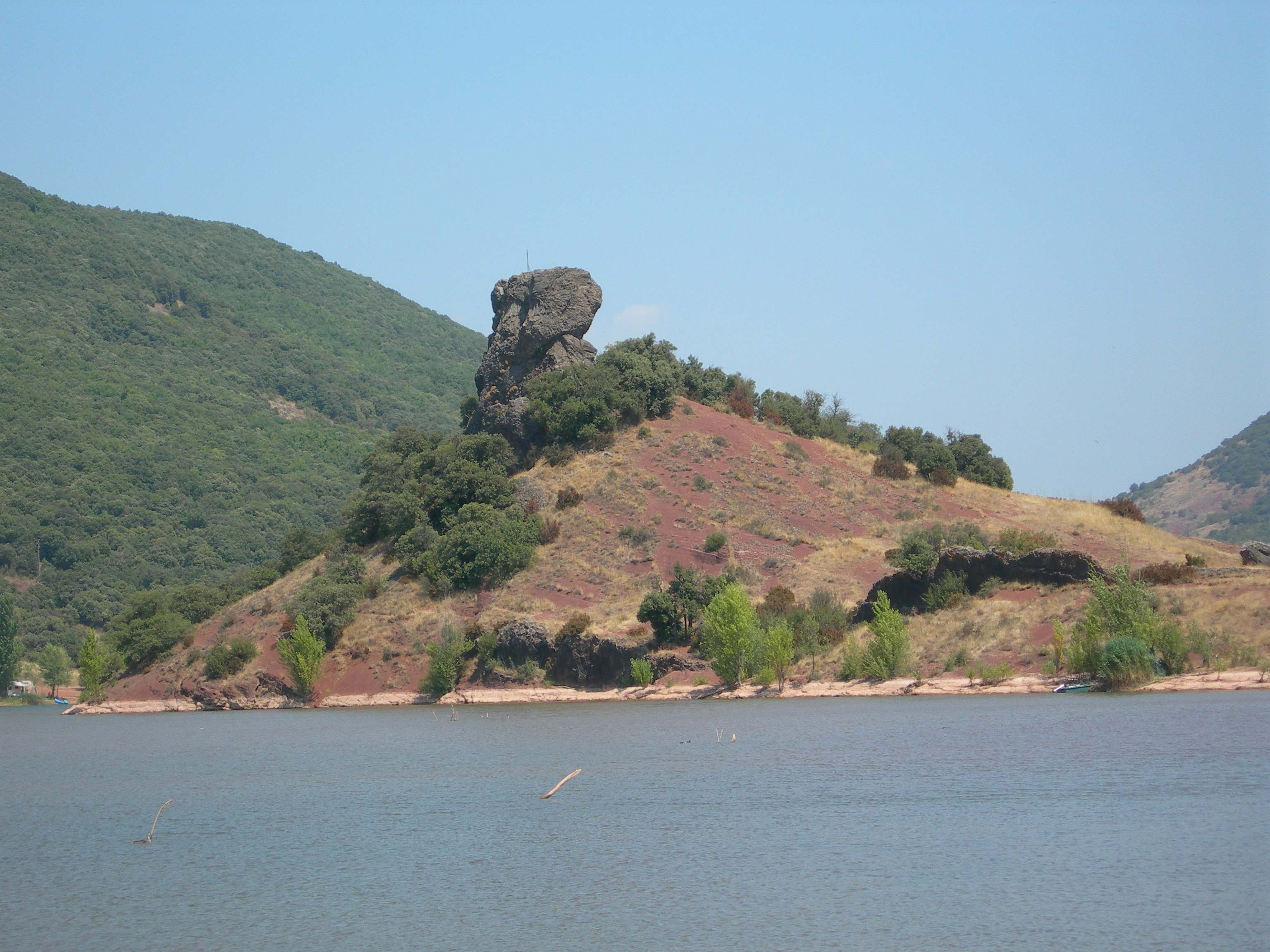
Xemeneia basàltica.

L'emplaçament del llac es va decidir en raó de la impermeabilitat del sota-sòl, propici a mantenir el nivell d'aigua. Aquest sota-sòl està constituït de «rufa», roca vermella formada per la combinació de sediments argilosos i de òxids de ferro. Aquestes roques sedimentàries daten del Permià (fa 280 milions d'anys). És el resultat d'un dipòsit en medi aquàtic d'aigua dolça en calma. S'hi troben xemeneies basàltiques, testimonis d'intenses activitats volcàniques antigues. També s'hi poden observar de les petjades fòssils de Teràpsids al lloc anomenat La Lieude (a Merifonts).

## Turisme
El llac és un lloc turístic accessible fàcilment des de Montpeller, Besiers i Seta, sobretot amb l'obertura de l'autopista A 75. Al llac s'hi pot fer i observar : 
- La geologia.
- Banys i esports nàutics com el surf a la vela.
- Senderisme i els rutes amb BTT al voltant del llac.